# مديرية المدان

تعديل مصدري - تعديل

مديرية المدان إحدى مديريات محافظة عمران في اليمن. وهي إحدى المديريات ذات الامتداد التاريخي العريق، وتتميز بالمرتفعات الجبلية المحصنة التي تتناثر فوقها وحولها القرى والعزل والمدرجات الزراعية.
ويعود اللفظ (مدان) إلى مدلولات عربية أصيلة نتجت عن محاكاة للواقع الملموس بديمومة الحال الذي شهدته عبر الأجيال المتعاقبة لما كانت تتمتع به من الحيوية وارتياد المهاجرين اليها من كل مكان وكما أن اللفظ يرجع إلى اشتقاقات عربية فصيحة (كمدائن، مدينة، تمدن، مدنية، تمدين) فكانت مدان تشهد قبسات مما تشهد الألفاظ السابقة من الحيوية والنشاط واستدلالآ من واقع ملموس عاصر الآباء والأجداد إنها كانت بمثابة حلقة وصل بين المناطق المجاورة وبين بلاد المشرق والمغرب والمناطق الجنوبية للبلاد والشمالية منها بمعنى أنها كانت ممر للوافدين من الشرق مثل (القفلة والعشة وحوث وخمرو، ريده وعمران وصنعاء) ومنها يتصلون (بعاهم وحجور، أفلح وحرض والحديدة وحجة وغيرها من المناطق الغربية).
واحتضنت المدان (بفتح الميم) عبر العصور المتعاقبة الكثير من الأحداث التاريخية وتحتفظ بالكثير من المعالم التاريخية، مثل المدينة الأثرية (طوف الجرادي) ومن أهم مواقعها الأثرية حصن سويلة ومدينة الجاهلي وحصونها.

## الموقع
تقع مديرية المدان في الجزء الشمالي الغربي من المحافظة ومدينة المدان مركز المديرية، وتوجد في المديرية مدينة علمان العلمية ومدينة معمرة العلمية وتبعد عن مدينة عمران عاصمة المحافظة يحوالي 50 كم تقريآ، وتتصل بها  مديرية قفلة عذر من الجهتين الشمالية والغربية، ومديرية شهارة من الجهة الشرقية والجنوبية الشرقية، ومديرية صوير من الجهة الجنوبية الغربية. بلغ عدد سكانها 26698 نسمة عام 2004 13473 ذكور و 13225 إناث. تضم ثلاث عزل، ومركزها مدينة المدان.

موقع مديرية المدان في محافظة عمران